# Typhoid Mary (cómic)
Typhoid Mary (Mary Walker), también conocida como María Tifoidea en algunas traducciones al español, Bloody Mary y Mutante Cero, es una supervillana ficticia que aparece en los cómics estadounidenses publicados por Marvel Comics. Suele representarse como una enemiga de Daredevil, pero también ha entrado en conflicto con Spider-Man y Deadpool. También fue la segunda esposa de Kingpin.
El personaje fue interpretado por Natassia Malthe en la película de 2005, Elektra. Alice Eve interpreta el personaje en la segunda temporada de la serie de Netflix, Iron Fist del Universo cinematográfico de Marvel.

## Historial de publicaciones
Typhoid Mary apareció por primera vez en Daredevil # 254 (1988), y fue creada por la escritora Ann Nocenti y el artista John Romita, Jr. Su nombre proviene de la cocinera irlandés-estadounidense de principios del siglo XX y portadora de la fiebre tifoidea, "María Tifoidea" Mallon.
Apareció por primera vez como Mutant Zero en Avengers: The Initiative # 4 como miembro del equipo de operaciones negras de Henry Peter Gyrich, pero finalmente se reveló que era este personaje. Antes de esto, el escritor Dan Slott declaró que el "personaje misterioso" era secretamente un personaje bien conocido disfrazado.

Ella es una chica mutante que ha sido portada digna muchas veces... Cuando se quita esa máscara, habrá un 'whoa' entre los que la leen. Las personas que ni siquiera siguen los cómics con regularidad sabrán quién es.

## Historia
Typhoid Mary es una enemiga y examante de Daredevil con poderes psiónicos de bajo nivel, incluyendo telequinesis. Ha sido una criminal profesional empleada por sindicatos del crimen organizado como una asesina en el pasado. También padece una grave enfermedad mental.
Nacida como Lyla, creció "en algún lugar de Nuevo México" y se escapó de casa para escapar de un padre abusivo. Llegó a la ciudad de Nueva York con la esperanza de convertirse en bailarina o actriz, pero en cambio comenzó a trabajar para un burdel frecuentado por delincuentes y el crimen organizado.
Su condición fue causada accidentalmente cuando Matt Murdock había rastreado a un villano hasta el burdel donde Mary trabajaba. Matt atacó al hombre, pero sorprendentemente, las chicas que trabajaban allí se acercaron. Matt azotó, golpeando a Mary fuera de la ventana. Fue en este momento que de alguna manera se convirtió en "Typhoid Mary" y promete que ningún hombre volvería a hacerle daño. En apariciones posteriores, sin embargo, ella implicaría que fue víctima de abuso infantil.
Sufriendo de trastorno de identidad disociativo, Mary Walker tiene otras tres personalidades anormales además de su aparentemente personalidad sana. Su personalidad "Mary" es tímida, silenciosa y pacifista; su personalidad "Typhoid" es aventurera, lujuriosa y violenta; y su personalidad "Bloody Mary" es brutal, sádica y misándrica. Una vez, Mary afirmó que había una cuarta personalidad que estaba perdida, pero que no se ha mencionado desde entonces. Aparte de habilidades altamente desarrolladas de artes marciales, ella también posee poderes telekinéticos y más peligrosamente, pyrokinesis, la capacidad de encender a la gente o los objetos cercanos a ella en llamas.
En su primera aparición, conoció a Matt Murdock y fue contratada como asesina por Kingpin. Primero luchó contra Daredevil, mientras que comenzó un romance con Murdock. Se volvió temporalmente a su personalidad "Mary", pero luego volvió a su personalidad "Typhoid", y comenzó un romance con Kingpin. Walker contrató a Bullet, Bushwacker, Ammo y los Wild Boys para atacar a Daredevil, y luego dirigió personalmente a estos criminales contra el vigilante ciego.
Un peón favorito del Kingpin, Typhoid frecuentemente luchó y tenía una relación de amor-odio con Daredevil antes de desaparecer. A través de la hipnosis, las personalidades anormales y psicóticas fueron suprimidas de la conciencia de Walker, y comenzó a llevar una vida normal, convirtiéndose en una actriz de una telenovela. Ella fue enviada por el Doctor Doom para aprender los secretos de Kymellian, la tecnología del paquete de energía durante los actos de venganza. Ella fue posteriormente en Kingpin de emplear una vez más, y conoció a Bullseye. Ella ayudó a frustrar un intento en la vida de Kingpin por Crossbones. En un momento dado, mientras luchaba por mantener a sus múltiples personalidades bajo control, se hizo amiga de Mary Jane Watson y luchó contra Spider-Man cuando Bloody Mary resurgió y comenzó a matar a hombres que cometieron abusos domésticos. Con la ayuda del lanzaredes, Mary recuperó el control y voluntariamente se entregó a la policía para recibir tratamiento.
En un momento dado, Mary estaba confinada a una institución mental donde cada personalidad contrataba a un mercenario. Mary contrató a Deadpool para matarla, Typhoid lo contrató para quebrantarla, y Bloody Mary contrató a The Vamp / Animus para romperla para reanudar una serie de asesinatos. Deadpool derrotó al Vamp / Animus pero se negó a matar a Mary, permitiendo que la personalidad Typhoid se hiciera dominante. Typhoid y Deadpool tuvieron algunas aventuras juntas, incluyendo viajar a Nueva York para enfrentar a Daredevil por accidentalmente patearla fuera del burdel hace algunos años (mientras recuperaba los recuerdos de este incidente cuando Deadpool la empujó por una ventana), antes de Deadpool Intentó reformar la fiebre tifoidea. Esto no salió bien y los dos se separaron después de que ella lo sedujo mientras está disfrazada de Siryn.
Sin embargo, tras una serie de acontecimientos relacionados con Kingpin (en caída de su poder, con posterioridad cercana a la muerte de coma, la recuperación, el aumento de vuelta al poder, y teniendo a los enemigos a retomó el imperio criminal), Kingpin distrae a Daredevil mediante el pago de una visita a Walker en su show y, con una bofetada, lanzó las personalidades anormales. Los guardaespaldas de Murdock, Luke Cage y Jessica Jones, lograron derribarla después de confrontar la identidad secreta de Daredevil y ponerle fuego al hombre. Mary fue encarcelada en una prisión de máxima seguridad para criminales superpoderosos.
Electro más tarde dirigió un ataque a la Balsa, liberando a los prisioneros. Mientras los Vengadores llegaron y lograron detener a algunos de los prisioneros, Mary logró escapar y fue mencionado brevemente como una vez más trabajando para Kingpin.
En algún momento después de los acontecimientos sobrehumanos de Civil War, ella es encontrada por Henry Peter Gyrich y reclutada en el programa de la iniciativa como "Mutante Zero", aunque su identidad como Typhoid Mary fue guardada secreta de sus compañeros de equipo. No se sabe si sufrió algún tipo de episodio psicótico que la dejó demasiada inestable para dejarse a sí misma o si buscó tratamiento y se unió por su propia voluntad. Gyrich revela que Mutante Zero es una mutante que no solo se mantuvo habilitado después del M-Day, sino que no está incluido en el registro oficial de los mutantes restantes. Técnicamente no existe en ninguna capacidad oficial, su verdadera identidad se hace clasificado y se le da el codón de Mutant Zero. De acuerdo al Dr. Leonard Samson, Mutant Zero sigue siendo mentalmente inestable y que referencia de cualquiera de sus otras identidades podría conducir a un período de inestabilidad. Mutante Zero se incorpora a la Iniciativa de la Sombra (el equipo de operaciones de la Iniciativa negra), pero solo puede ser activada una vez por misión debido a su inestabilidad mental.
Cuando Taskmaster es nombrado como el líder de campo de la Iniciativa de la Sombra, el Tareero detecta algo familiar sobre el lenguaje corporal del Mutante Zero (gracias a la habilidad sobrehumana de Taskmaster), e inicia una pelea improvisada con ella para satisfacer esta curiosidad. Después de presenciar su estilo de lucha y de provocarla en el uso de su pirocinesis, el maestro de tareas rompe el casco de su casco y revela su verdadera identidad.
Mientras la Iniciativa de la Sombra se prepara para capturar a Hardball en Madripoor, Mary revela que la razón por la que se unió a la Iniciativa es porque no pudo fusionar ni bloquear a sus cuatro personalidades, por lo que se ofreció a unirse a cambio de un perdón y ayudar a integrarla Mente fracturada, que sigue siendo un trabajo en progreso. Durante la lucha de la Iniciativa de la Sombra contra HYDRA, Mary pierde el control de sus personalidades, habiendo pasado mucho tiempo de la Sala Cero, y huye a las selvas de Madripoor.
Mary responde a la llamada de Daredevil para que los superhéroes se unan a La Mano en la provisión de ley marcial para un área cada vez mayor de la ciudad de Nueva York. Ella afirma que su tiempo en la Iniciativa tuvo éxito en integrar su mente fracturada, pero Daredevil no le cree. Después de la guerra, Kingpin usando palabras clave secretas para activar su cuarta personalidad - revela que ella era una agente interior que ignoraba su meta "verdadera" todo el tiempo.
Typhoid Mary se une a la Hermandad de Mutantes, como Lady Deathstrike promete usar a Arkea para reintegrar las personalidades de Mary, lo que Arkea hace. La hermandad, específicamente Arkea y Amora, resucitan a Selene y Madelyne Pryor. Pero antes de que la Hermandad pueda reclutar miembros adicionales e ir a una ofensiva, el ataque de los X-Men. Typhoid Mary es derrotada por Psylocke. Arkea es asesinado, mientras Madelyne jura mantener la Hermandad y continuar la guerra contra los X-Men.
Durante la historia de "Infinity Wars", Typhoid Mary se encuentra entre los villanos que acompañan a Turk Barrett a una reunión con Guardia del Infinito en Central Park.

## Poderes y habilidades
Typhoid Mary es una mutante y posee una serie de poderes psiónicos limitados. Ella puede usar la telequinesis para levitar objetos pequeños a distancias cortas (como armas de menos de 10 libras, cuchillos, navajas, etc., que su personaje "Bloody Mary" a menudo reunía y ensamblaba en improvisada armadura de batalla). Ella es una poderosa pirocinética, lo que significa que puede causar la combustión espontánea dentro de la línea de visión para establecer objetos en su vecindad inmediata en llamas. Ella puede implantar sugerencias mentales en las mentes de los demás. Ella puede usar su habilidad de hipnosis psiónica para inducir el sueño en individuos débiles y en la mayoría de los animales; Ciertos individuos son mentalmente resistentes a sus poderes hipnóticos.
Sin embargo, ella tiene tres personalidades separadas como resultado de su enfermedad mental. La tímida, pacifista personalidad de "Mary" no tiene habilidades psiónicas. Las personalidades "Typhoid" y "Bloody Mary" tienen toda la gama de estos poderes psiónicos y son más fuertes en "Bloody Mary". Se supone que su personalidad original de "Mary Walker" es una amalgama equilibrada de todos estos, pero rara vez es dominante. Debido a los diferentes ritmos cardíacos y patrones de voz de sus diferentes personajes, por no mencionar las diferentes formas de vestir, incluso los super-sentidos de Daredevil fueron incapaces de decirle a los diferentes personajes todos pertenecieron a la misma mujer, y Typhoid Mary se aprovechó de esta situación para esconderse de Daredevil / Matt Murdock incluso dentro del alcance del oído.
Como Mutante Cero, María parece poseer los mismos poderes psiónicos utilizados por Typhoid y Bloody Mary. Se desconoce si los poderes que posee como Mutante Cero son iguales o más fuertes que los de la personalidad de "Bloody Mary". Las batallas recientes sugieren que son más poderosos, pero cobran su peaje en Mary cuando se utiliza como resultado de esta fuerza. Mutante Zero también está equipada con un traje de armadura completa que parece mejorar su fuerza física y un arsenal de armas, incluyendo armas de fuego y varias cuchillas.
Typhoid Mary está en excelente estado físico. Ella tiene suficientes reflejos para bloquear y redirigir una bala de regreso a su tirador. Ella tiene agilidad humana máxima, y es altamente atlética. También es entrenada en las artes marciales, particularmente Judo y Kendo. Ella tiene habilidad excepcional en blandir y lanzar armas punzocortantes, y está armada generalmente con una variedad de machetes y de cuchillos más pequeños.

## Otras versiones

### Casa de M
En Casa de M, Typhoid Mary aparece como una asesina de Wilson Fisk.

### Mutant X
En la realidad Mutant X, Typhoid Mary es un miembro de los Vengadores. Ella más tarde es asesinada por el Capitán América mientras luchaba contra los Seis.

## En otros medios

### Televisión
- Typhoid Mary aparece en la cuarta temporada de Avengers: Secret Wars, con la voz de Tara Strong.[33] En el episodio de "Fuga de la Prisión", se une a Zarda y Crimson Widow para escapar de la Bóveda. Sin embargo, fueron derrotadas por los esfuerzos de la Avispa y la Capitána Marvel. En el episodio "La Costa de Vibranio", se encuentra en el mar de Battleworld y usa un barco pirata mientras se opone a Red Skull y Crossbones que involucran al Vibranium y ayuda increíblemente a Ant-Man y Ms. Marvel en el proceso. En la quinta temporada, episodio, "House of M", Typhoid Mary es una ejecutora de Red Skull junto con Crossbones y Crimson Widow cuando se enfrenta a los Vengadores y trata con Madame Máscara.
- Mary Walker aparece en la segunda temporada de la serie de acción en vivo Iron Fist, interpretada por Alice Eve.[34] Esta versión del personaje es un exsoldado de operaciones especiales cuyo desorden de identidad disociativo se desencadenó después de que su escuadrón fue emboscado en Sokovia. Ella fue la única sobreviviente, y fue mantenida cautiva, torturada y violada durante dos años antes de lograr escapar. Ella cree que tiene dos personalidades: la amable y amigable "Mary", y la malévola luchadora "Walker".[35] Su identidad de Walker es contratada por Davos y Joy Meachum para espiar a Danny Rand, lo que lleva a su personaje de Mary a advertir.[36] Cuando Davos roba el poder del Puño de Hierro de Danny, Walker de repente comienza a trabajar con los aliados de Danny para derrotar a Davos, y luego descubre que tiene otra persona secreta más allá de Mary y Walker que opera como una asesina en serie vigilante.[37]

### Cine
Typhoid Mary aparece en la película de 2005 Elektra, interpretada por Natassia Malthe. La única similitud real de esta versión que tuvo con su personaje de cómic es el nombre. En la película, ella es una asesina de La Mano, cuyo aliento o tacto mata todo lo que entra en contacto. Su toque de veneno se extiende a través de un área a voluntad, matando la vida, y ella puede envenenar sus armas respirando sobre ellos. Se desconocen las limitaciones precisas del veneno que deja su cuerpo, ni la rapidez y amplitud de su propagación. Ella era una vez una ninja experta llamada el tesoro, y está celosa de Abby, que es el nuevo tesoro. Ella le da a Elektra un beso venenoso que casi la mata. Logra matar a Abby con sus armas envenenadas por el aliento, aunque Elektra más tarde resucita a Abby con el mismo método que su maestro, Stick, había utilizado para revivirla después de que fue asesinada por Bullseye en la película de 2003 Daredevil. Después de que Elektra mate a Kirigi en la batalla final, Elektra lanza un sai a través de los setos de un laberinto y directamente en la cara de Typhoid, quién cae de nuevo en el suelo y se desintegra. El personaje es específicamente llamado "Typhoid Mary" en lugar de Typhoid en la sección "Making of Elektra" del DVD de la película.

### Videojuegos
- Typhoid Mary apareció en el videojuego de Sega CD The Amazing Spider-Man vs. The Kingpin. Era una de las guardaespaldas personales de Kingpin junto a Bullseye. Ambos guardaespaldas deben ser derrotados por Spider-Man antes de que el lanzaredes pueda llegar a Kingpin.
- Typhoid Mary hizo una aparición en el videojuego PC The Punisher DOS. En la misión final, ella está viendo la partida del Kingpin del patio exterior del apartamento del ático del señor del crimen. Durante la oportunidad opcional del Punisher de sacar a Typhoid Mary, sus últimas palabras para Punisher son "¡Ha! ¡¡¡Ya es demasiado tarde! ¡Kingpin acaba de escapar! Nunca lo atraparás, ¿eres pésimo?!&$*!?!!!!"